# Biserica Izvorul Tămăduirii din Istanbul
Biserica Izvorul Tămăduirii (în greacă Ζωοδόχος Πηγή, transliterat: Zoodochos pighi, „Izvorul dătător de viață”) este o biserică ortodoxă din cartierul Balîklî din Istanbul. Biserica actuală a fost construită în secolul al XIX-lea, dar se află în locul unei foste biserici construită între secolele V-VI, distrusă de otomani. Poartă numele Izvorului Tămăduirii, care se află în zonă.

## Înmormântări
- Athenagoras I al Constantinopolului (1886 - 1972) - Patriarh Ecumenic al Constantinopolului;
- Demetrios I al Constantinopolului (1914 - 1991) - Patriarh Ecumenic al Constantinopolului;
- Maxim al V-lea al Constantinopolului (1897 - 1972) - Patriarh Ecumenic al Constantinopolului;
- Veniamin I al Constantinopolului (1871 - 1946) - Patriarh Ecumenic al Constantinopolului